# Hüter meines Bruders (Film)
Hüter meines Bruders ist ein deutscher Spielfilm von Maximilian Leo, der 2014 bei den 64. Internationalen Filmfestspielen Berlin die Kategorie „Perspektive Deutsches Kino“ eröffnete. Der Kinostart war am 3. September 2015.

## Handlung
Gregor (32) und Pietschi (30) gehen wie jedes Jahr an Pfingsten gemeinsam segeln. Gregor ist erfolgreicher Arzt, verheiratet mit Andrea. Pietschi hat bisher noch keine längere Beziehung gehabt, lebt über einer Bar, hat kein geregeltes Einkommen. Während die Brüder miteinander im Urlaub sind, verschwindet Pietschi während eines gemeinsamen Barbesuchs spurlos. Andrea ist länger ohne ihren Mann verreist.
Gregor ruft seinen Bruder immer wieder an, ohne ihn zu erreichen. Er fragt Freunde und Bekannte seines Bruders, ob sie ihn gesehen haben. Durch eine Verwechselung einer neuen Nachbarin Pietschis erhält Gregor die Wohnungsschlüssel seines Bruders Pietschi. Er sucht in der Wohnung nach Hinweisen auf den Verbleib seines Bruders, erkennt auf Fotos eine Frau wieder, die Mitarbeiterin in der Bar, Jule, er freundet sich mit ihr an, unternimmt etwas mit ihr.
Gregor verbringt immer mehr Zeit in Pietschis Wohnung, er vernachlässigt seine Arbeit, ignoriert die Anrufe seiner im Urlaub weilenden Frau Andrea, belügt sich selbst und andere. Er liest die Post seines Bruders, trägt dessen Kleidung, schläft in dessen Bett und schließlich auch mit Jule, der Ex-Freundin seines Bruders.
Viele Einzelheiten der letzten Unterhaltungen zwischen Gregor und Pietschi, an die sich Gregor erinnern kann, werden in der Rückblende gezeigt.

## Kritik
„Das Psychodrama um einen deutschen Jedermann Anfang 30, der sein vermeintliches Reihenhausglück gegen das wild-chaotische Leben seines verschwundenen Bruders eintauscht, erschöpft sich weitgehend in trivialen (Sinn-)Bildern. Trotz eines überzeugenden Hauptdarstellers gelingt es dem plakativ inszenierten Debütfilm nicht, sein verheißungsvolles Szenario in eine hintergründige Handlung umzusetzen.“

## Hintergrund
Die Dreharbeiten begannen im Juli 2013 in Köln. Nach 26 Dreh-Tagen war der Film abgedreht.